# Посьет (порт)

## Географическое положение
Приморский край, Японское море, Северо-Западная часть залива Посьет, Юго-Западная часть Славянского залива, включая в себя участки в заливе Посьета, Славянском заливе и бухте Наездник (42° 38' с.ш., 130° 49' в.д.)

## История
История развития морского порта Посьет берет свое начало с 11 апреля 1860 года, когда русскими моряками был основан военный. Первое время пост имел двойное название: Новгородский — по названию бухты, описанной экспедицией Н.Н. Муравьёва-Амурского, и Посьет — в честь русского мореплавателя адмирала К. Н. Посьета. 
В 1923 году судозаходы к пароходной пристани в урочище Посьет стало регулярным. Деревянная пристань, которая имела ширину 7 саженей и длину 13 саженей примыкала к каменной насыпи, на которой были оборудованы пакгаузы. 
В 1934 году в морском порту был построен причал длиной 113 метров на бетонных сваях, что позволило швартовать к нему пароходы и пассажирские суда. 
В период с 1941-1945 год во время Великой Отечественной войны в Посьет прибывали на выгрузку суда с цветными металлами, продовольствием, автопокрышками, запчастями и другими грузами, поступавшими из США по ленд-лизу.
В 1969 году в морском порту были сданы в эксплуатацию бетонные причалы длиной 450 метров и обширные бетонированные складские площади открытого и крытого хранения. 
В 1972 году порт-пункт Посьет был преобразован в морской торговый порт на самостоятельном балансе. 
В 1992 году морской торговый порт Посьет акционировался и был преобразован в АООТ «Торговый порт Посьет». 
В декабре 1992 года распоряжением Правительства России от 04.12.1992 № 2267-р морской порт Посьет был открыт для международного морского грузового и пассажирского сообщения. 
Посьет является удобным терминалом для вывоза угля, добытого на месторождениях предприятий, входящих в Группу «Мечел»: «Якутуголь» и «Южный Кузбасс». Порт приобрел особое значение после начала поставок продукции с Эльгинского угольного месторождения.
Председатель правительства В.В. Путин 19 мая 2009 года  подписал распоряжением  684-р [Об установлении границ морского порта Посьет] с изменениями 22 июля 2014 года установил границы Торгового порта Посьет захватывающие  Особо Охраняемую Природную Территории регионального значения  Бухты: Новгородская, Рейд Паллада, Экспедиции.http://docs.cntd.ru/document/902157767
Порт осуществляете перевалку угля открытым способом на расстоянии  300 метров от жилых домов.  Средняя заработная плата  докеров 27-35 тыс рублей. 
АО «Торговый порт Посьет» является градообразующим предприятием поселка Посьет, 350 жителей которого – сотрудники компании.
```
  В настоящий момент порт  работает без  прохождения государственной экологической экспертизы и планирует вести углубительные работы дна. Экологии региона и особо охраняемой природной территории  в заливе Посьет нанесен существенный ущерб. По результатам  оценки воздействия на окружающую среду  за вред нанесенный окружающей среде  порт  2019 году заплатит 1987 рублей.
```

## Услуги оказываемые в порту
Стивидорные услуги, Навигационные услуги, Лоцманские услуги, Буксирные услуги, Бункеровочные услуги, Швартовые услуги, Морское агентирование, Снабжение судов, Экспедирование.

## Портовые сборы
В соответствии с приказом Минтранса России от 31.10.2012 № 387 «Об утверждении перечня портовых сборов в морских портах Российской Федерации» в морском порте Посьет взимаются следующие виды портовых сборов: 
| Виды портовых сборов                                    | Виды портовых сборов                                                     |
| ------------------------------------------------------- | ------------------------------------------------------------------------ |
| Корабельный сбор                                        | ФГБУ «Администрация морских портов Приморского края и Восточной Арктики» |
| Лоцманский сбор                                         | ФГУП «Росморпорт» (Дальневосточный бассейновый филиал)                   |
| Маячный сбор                                            | ФГУП «Росморпорт» (Дальневосточный бассейновый филиал)                   |
| Навигационный сбор                                      | ФГУП «Росморпорт» (Дальневосточный бассейновый филиал)                   |
| Сбор транспортной безопасности акватории морского порта | ФГУП «Росморпорт» (Дальневосточный бассейновый филиал)                   |